# ドミニカ・チブルコバ
ドミニカ・チブルコバ（Dominika Cibulková, スロバキア語発音:[ˈdɔminika ˈt͡sibulkɔʋaː]; 1989年5月6日 - ）は、スロバキア・ブラチスラヴァ出身の女子プロテニス選手。2014年の全豪オープン女子シングルスの準優勝者。WTAツアーでシングルス8勝、ダブルス1勝を挙げた。シングルス自己最高ランキングは4位、ダブルス59位。身長161cm、体重55kgで、女子プロテニス界でも小柄な体格ながら、パワーテニスを持ち味として活躍した。右利き、バックハンド・ストロークは両手打ち。

## 来歴
両親の勧めで7歳からテニスを始め、2004年にプロ入り。2005年から女子テニス国別対抗戦・フェドカップのスロバキア代表選手になる。2007年から4大大会に挑戦を始め、全豪オープンは予選1回戦で敗退したが、全仏オープンで本戦初出場を果たす。全仏オープンの本戦ではスベトラーナ・クズネツォワとの3回戦まで勝ち進んだ。ウィンブルドンでは予選1回戦で敗退したが、全米オープン以後は本戦に直接出場できるようになる。全米オープンはビクトリア・アザレンカとの2回戦で止まった。10月1日に世界ランキング「47位」をマークし、初めて世界トップ50に入る。
チブルコバは2008年のシーズンにツアーの成績を伸ばし、一気にスロバキア女子のナンバー2に躍進した。4月中旬の「ボシュロム選手権」で初めての女子ツアー大会決勝進出を果たし、第1シードのマリア・シャラポワに 6-7, 3-6 で敗れて準優勝になる。全仏オープンで「第28シード」に選出され、4大大会シード選手の仲間入りを果たした。全仏オープンでは2年連続2度目の3回戦で、第3シードのエレナ・ヤンコビッチに敗退する。ウィンブルドンは1回戦で鄭潔に 4-6, 3-6 で敗れた。8月に入り、「ロジャーズ・カップ」で2度目のツアー決勝進出を決めたが、今度はディナラ・サフィナに 2-6, 1-6 で完敗した。カナダ・マスターズ準優勝の後、チブルコバはオリンピックのスロバキア代表選手として北京五輪に出場した。オリンピックの女子シングルス出場選手は64名で、シード選手は16名であるが、北京五輪の「第16シード」として3回戦まで勝ち進み、ここでもヤンコビッチに敗れた。全米オープンでは、シングルスは3回戦で第9シードのアグニエシュカ・ラドワンスカに 0-6, 3-6 で敗れたが、ビルジニ・ラザノと組んだダブルスでベスト8に入った。
2009年の全仏オープンで、チブルコバは第20シードから初のベスト4に進出した。本大会の勝ち上がりでは、肩の故障から復帰したばかりのマリア・シャラポワを準々決勝で破った後、準決勝で第1シードのディナラ・サフィナに 3-6, 3-6 のストレートで敗れた。
2010年は全米オープンでノーシードから4回戦でスベトラーナ・クズネツォワを 7-5, 7-6 で破りベスト8に進出する。準々決勝では第1シードのキャロライン・ウォズニアッキに 2-6, 5-7 で敗れた。
2011年はシドニー大会で世界ランキング1位のキャロライン・ウォズニアッキを 6-3, 6-3 で破ったが、全豪オープンでは3回戦でウォズニアッキに 4-6, 3-6 で敗れている。6月のスヘルトーヘンボス大会のダブルスでフラビア・ペンネッタと組み決勝に進出したが、チェコのバルボラ・ザフラボバ・ストリコバ&クララ・ザコパロバ組に 6–1, 4–6, [7–10] で敗れた。ウィンブルドンでは4回戦で第1シードのキャロライン・ウォズニアッキを1–6, 7–6, 7–5 で破り、ウィンブルドンでは初めてのベスト8に進出する。準々決勝ではマリア・シャラポワに 1–6, 1–6 で完敗した。10月のリンツ大会ではツアー3年ぶりのシングルス決勝に進出したが、ペトラ・クビトバに 4–6, 1–6 で敗れ3度目の準優勝となった。翌週のモスクワ大会で2週連続で決勝に進出し、カイア・カネピを 3–6, 7–6(1), 7–5 で破り、チブルコバは悲願のツアー初優勝を果たした。
2012年全仏オープンでは4回戦で世界ランキング1位のビクトリア・アザレンカを 6-2, 7-6(4) で破り3年ぶりのベスト8に進出した。準々決勝ではサマンサ・ストーサーに 4–6, 1–6 で敗れた。7月のマーキュリー・インシュアランス・オープンでは決勝で マリオン・バルトリに 6–1, 7–5 で勝利しツアー2勝目を挙げた。ロンドン五輪で2度目のオリンピックに出場したがシングルス、ダブルスともに1回戦で敗退した。
2014年全豪オープンでは4回戦でマリア・シャラポワを 3-6, 6-4, 6-1、準々決勝でシモナ・ハレプを 6-3, 6-0 、準決勝でアグニエシュカ・ラドワンスカを 6-1, 6-2 で破り4大大会で初めて決勝に進出した。スロバキア人選手が4大大会シングルスの決勝に進出したのは初めての快挙であった。決勝では李娜に 6–7(3), 0–6 に敗れ準優勝者となった。
2016年はWTAツアーで6回決勝進出して3回優勝と、前年の怪我から復活して好成績を挙げ、WTAアワードでカムバック賞を受賞。レースランキング8位で初出場を果たしたWTAファイナルでは、ラウンドロビンを1勝2敗ながらセット率で2位通過すると、準決勝でスベトラーナ・クズネツォワに逆転勝利、決勝で世界1位のアンゲリク・ケルバーを 6–3, 6–4 で破り初優勝を果たし、初めてのビックタイトルを獲得した。2017年3月20日付のランキングで4位の自己最高を記録している。
チブルコバは2019年全仏オープンが最後の出場になり、2019年11月、30歳で現役を引退した。

## WTAツアー決勝進出結果

### シングルス: 21回 (8勝13敗)
| 大会グレード          | 大会グレード                 |
| 2008年以前            | 2009年以後                   |
| --------------------- | ---------------------------- |
| グランドスラム (0–1)  |                              |
| WTAファイナルズ (1–0) |                              |
| ティア I (0–1)        | プレミア・マンダトリー (0-1) |
| ティア I (0–1)        | プレミア5 (0-1)              |
| ティア II (0–1)       | プレミア (4-2)               |
| ティア III (0–0)      | インターナショナル (3-6)     |
| ティア IV ＆ V (0–0)  | インターナショナル (3-6)     |

| 結果   | No. | 決勝日         | 大会               | サーフェス    | 対戦相手                         | スコア                 |
| ------ | --- | -------------- | ------------------ | ------------- | -------------------------------- | ---------------------- |
| 準優勝 | 1.  | 2008年4月13日  | アメリアアイランド | クレー        | マリア・シャラポワ               | 6–7(7), 3–6            |
| 準優勝 | 2.  | 2008年8月3日   | モントリオール     | ハード        | ディナラ・サフィナ               | 2-6, 1-6               |
| 準優勝 | 3.  | 2011年10月16日 | リンツ             | ハード (室内) | ペトラ・クビトバ                 | 4–6, 1–6               |
| 優勝   | 1.  | 2011年10月23日 | モスクワ           | ハード (室内) | カイア・カネピ                   | 3–6, 7–6(1), 7–5       |
| 準優勝 | 4.  | 2012年4月15日  | バルセロナ         | クレー        | サラ・エラニ                     | 2-6, 2-6               |
| 優勝   | 2.  | 2012年7月22日  | カールスバッド     | ハード        | マリオン・バルトリ               | 6–1, 7–5               |
| 準優勝 | 5.  | 2013年1月11日  | シドニー           | ハード        | アグニエシュカ・ラドワンスカ     | 0–6, 0–6               |
| 優勝   | 3.  | 2013年7月28日  | スタンフォード     | ハード        | アグニエシュカ・ラドワンスカ     | 3–6, 6–4, 6–4          |
| 準優勝 | 6.  | 2014年1月25日  | 全豪オープン       | ハード        | 李娜                             | 6–7(3), 0–6            |
| 優勝   | 4.  | 2014年3月1日   | アカプルコ         | ハード        | クリスティナ・マクヘール         | 7–6(3), 4–6, 6–4       |
| 準優勝 | 7.  | 2014年4月20日  | クアラルンプール   | ハード        | ドナ・ベキッチ                   | 7–5, 5–7, 6–7(4)       |
| 準優勝 | 8.  | 2016年2月27日  | アカプルコ         | ハード        | スローン・スティーブンス         | 4–6, 6–4, 6–7(5)       |
| 優勝   | 5.  | 2016年4月10日  | カトヴィツェ       | ハード (室内) | カミラ・ジョルジ                 | 6–4, 6–0               |
| 準優勝 | 9.  | 2016年5月6日   | マドリード         | クレー        | シモナ・ハレプ                   | 2–6, 4–6               |
| 優勝   | 6.  | 2016年6月25日  | イーストボーン     | 芝            | カロリナ・プリスコバ             | 7–5, 6–3               |
| 準優勝 | 10. | 2016年10月1日  | 武漢               | ハード        | ペトラ・クビトバ                 | 1–6, 1–6               |
| 優勝   | 7.  | 2016年10月16日 | リンツ             | ハード (室内) | ビクトリヤ・ゴルビッチ           | 6–3, 7–5               |
| 優勝   | 8.  | 2016年10月30日 | シンガポール       | ハード (室内) | アンゲリク・ケルバー             | 6–3, 6–4               |
| 準優勝 | 11. | 2017年8月26日  | ニューヘイブン     | ハード        | ダリア・ガブリロワ               | 6–4, 3–6, 4–6          |
| 準優勝 | 12. | 2018年2月25日  | ブダペスト         | ハード (室内) | アリソン・バン・アイトバンク     | 3–6, 6–3, 5–7          |
| 準優勝 | 13. | 2018年5月26日  | ストラスブール     | クレー        | アナスタシア・パブリュチェンコワ | 7–6(5), 6–7(3), 6–7(6) |

### ダブルス: 3回 (1勝2敗)
| 結果   | No. | 決勝日        | 大会               | サーフェス | パートナー                   | 対戦相手                                              | スコア              |
| ------ | --- | ------------- | ------------------ | ---------- | ---------------------------- | ----------------------------------------------------- | ------------------- |
| 準優勝 | 1.  | 2011年6月18日 | スヘルトーヘンボス | 芝         | フラビア・ペンネッタ         | バルボラ・ザフラボバ・ストリコバ クララ・ザコパロバ   | 6–1, 4–6, [7–10]    |
| 準優勝 | 2.  | 2013年6月21日 | スヘルトーヘンボス | 芝         | アランチャ・パラ・サントンハ | イリーナ＝カメリア・ベグ アナベル・メディナ・ガリゲス | 6–4, 6–7(3), [9–11] |
| 優勝   | 1.  | 2017年6月17日 | スヘルトーヘンボス | 芝         | キルステン・フリプケンス     | キキ・ベルテンス デミ・シュールス                     | 4–6, 6–4, [10–6]    |

## 4大大会シングルス成績
略語の説明
| W | F | SF | QF | #R | RR | Q# | LQ | A | Z# | PO | G | S | B | NMS | P | NH |

W=優勝, F=準優勝, SF=ベスト4, QF=ベスト8, #R=#回戦敗退, RR=ラウンドロビン敗退, Q#=予選#回戦敗退, LQ=予選敗退, A=大会不参加, Z#=デビスカップ/BJKカップ地域ゾーン, PO=デビスカップ/BJKカッププレーオフ, G=オリンピック金メダル, S=オリンピック銀メダル, B=オリンピック銅メダル, NMS=マスターズシリーズから降格, P=開催延期, NH=開催なし.
| 大会           | 2007 | 2008 | 2009 | 2010 | 2011 | 2012 | 2013 | 2014 | 2015 | 2016 | 2017 | 2018 | 2019 | 通算成績 |
| -------------- | ---- | ---- | ---- | ---- | ---- | ---- | ---- | ---- | ---- | ---- | ---- | ---- | ---- | -------- |
| 全豪オープン   | LQ   | 1R   | 4R   | 1R   | 3R   | 2R   | 2R   | F    | QF   | 1R   | 3R   | 1R   | 1R   | 19–12    |
| 全仏オープン   | 3R   | 3R   | SF   | 3R   | 1R   | QF   | 2R   | 3R   | A    | 3R   | 2R   | 1R   | 1R   | 21–12    |
| ウィンブルドン | LQ   | 1R   | 3R   | 3R   | QF   | 1R   | 3R   | 3R   | 1R   | QF   | 3R   | QF   | A    | 22–11    |
| 全米オープン   | 2R   | 3R   | A    | QF   | 2R   | 3R   | 1R   | 1R   | 3R   | 3R   | 2R   | 4R   | A    | 18–11    |